# Википедија на корејском језику
Википедија на корејском језику (кореј. 한국어 위키백과) је верзија Википедије на корејском језику, слободне енциклопедије, која данас(2010 15. децембар) има705.031 чланака и заузима на листи Википедија 21. место.